# Гургіш Андрій Андрійович
Андрі́й Андрі́йович Гургіш — молодший сержант Збройних сил України.
Проходив службу в 122-му батальйоні.

## Нагороди
За особистий внесок у зміцнення обороноздатності Української держави, мужність, самовідданість і високий професіоналізм, виявлені під час виконання військового обов'язку, та з нагоди Дня Збройних Сил України нагороджений орденом «За мужність» III ступеня (2.12.2016).